# Matteo Neri
Matteo Neri (Faenza, 5 maggio 1999) è uno schermidore italiano, specializzato nella sciabola. Ha vinto una medaglia di bronzo alle Universiadi 2019 nella sciabola maschile.

## Palmarès

### Risultati élite
In carriera ha ottenuto i seguenti risultati:
Mondiali
Individuale
A squadre
- Oro nella sciabola a Tbilisi 2025

Europei
Individuale
A squadre
- Argento nella sciabola a Genova 2025

Universiadi
Individuale
- Bronzo nella sciabola a Napoli 2019

A squadre
Mondiali militari
Individuale
A squadre
- Oro nella sciabola ad Acireale 2017

Giochi europei
Individuale
A squadre
- Argento nella sciabola a Cracovia 2023

Campionati italiani
Individuale
- Argento nella sciabola a Courmayeur 2022
- Bronzo nella sciabola a Cassino 2021

A squadre
- Argento nella sciabola a Courmayeur 2022
- Argento nella sciabola a Cagliari 2024

### Risultati giovani
Mondiali giovani
Individuale
- Bronzo nella sciabola a Verona 2018

A squadre
- Oro nella sciabola a Verona 2018
- Argento nella sciabola a Plovdiv 2017

Mondiali cadetti
Individuale
- Oro nella sciabola a Bourges 2016
- Bronzo nella sciabola a Tashkent 2015

Europei giovani
Individuale
- Oro nella sciabola a Foggia 2019

A squadre
- Oro nella sciabola a Plovdiv 2017
- Argento nella sciabola a Foggia 2019

Europei cadetti
Individuale
- Oro nella sciabola a Novi Sad 2016

A squadre
- Argento nella sciabola a Novi Sad 2016
- Bronzo nella sciabola a Maribor 2015

Campionati del mediterraneo giovani
Individuale
- Oro nella sciabola ad Orano 2016

A squadre
Campionati del mediterraneo cadetti
Individuale
- Oro nella sciabola ad Orano 2016

A squadre